# Joshua Lederberg
Joshua Lederberg (Montclair, Nueva Jersey, 23 de mayo de 1925-Nueva York, 2 de febrero de 2008) fue un biólogo molecular estadounidense conocido por su trabajo en genética microbiana, inteligencia artificial y el programa espacial de Estados Unidos. Tenía 33 años cuando ganó el Premio Nobel de Fisiología y Medicina en 1958 por descubrir que las bacterias pueden aparearse e intercambiar genes (conjugación bacteriana).  Compartió el premio con Edward Tatum y George Beadle, quienes lo ganaron por su trabajo en genética.

## Biografía
Lederberg nació en Montclair (Nueva Jersey), en una familia judía, hijo de Esther Goldenbaum Schulman Lederberg y el rabino Zvi Hirsch Lederberg, en 1925, y se mudó a Washington Heights (Manhattan) cuando era un bebé. Tenía dos hermanos menores. Lederberg se graduó de la escuela secundaria Stuyvesant en la ciudad de Nueva York a la edad de 15 años en 1941. Después de graduarse, se le permitió un espacio de laboratorio como parte del Laboratorio de Ciencias del Instituto Americano, un precursor de la Búsqueda de Talentos Científicos de Westinghouse. Se matriculó en la Universidad de Columbia en 1941, especializándose en zoología. Bajo la tutela de Francis J. Ryan, realizó estudios bioquímicos y genéticos sobre el moho del pan Neurospora crassa. Con la intención de obtener su doctorado y cumplir con sus obligaciones militares, Lederberg trabajó como médico sanitario durante 1943 en el laboratorio de patología clínica del Hospital Naval de St. Albans, donde examinaba muestras de sangre y heces de marineros para detectar malaria. Obtuvo su licenciatura en 1944. 

## Trayectoria
Joshua Lederberg comenzó sus estudios de medicina en el Colegio de Médicos y Cirujanos de Columbia mientras continuaba realizando experimentos. Inspirado por el descubrimiento de Oswald Avery sobre la importancia del ADN, Lederberg comenzó a investigar su hipótesis de que, contrariamente a la opinión predominante, las bacterias no simplemente transmitían copias exactas de la información genética, haciendo que todas las células de un linaje fueran esencialmente clones. Después de hacer pocos progresos en Columbia, Lederberg le escribió a Edward Tatum, el mentor postdoctoral de Ryan, proponiéndole una colaboración. En 1946 y 1947, Lederberg tomó una licencia para estudiar bajo la tutela de Tatum en la Universidad de Yale. Lederberg y Tatum demostraron que la bacteria Escherichia coli entró en una fase sexual durante la cual podía compartir información genética a través de la conjugación bacteriana. Con este descubrimiento y algo de mapeo del cromosoma E. coli, Lederberg pudo recibir su doctorado de la Universidad de Yale en 1947.  Se casó con Esther Miriam Zimmer (ella misma estudiante de Edward Tatum) el 13 de diciembre de 1946.
En lugar de regresar a Columbia para terminar sus estudios de medicina, Lederberg optó por aceptar una oferta de profesor asistente de genética en la Universidad de Wisconsin-Madison. Su esposa, Esther Lederberg, lo acompañó a Wisconsin. Allí se doctoró en 1950.
Joshua Lederberg y Norton Zinder demostraron en 1951 que el material genético podía transferirse de una cepa de la bacteria Salmonella typhimurium a otra utilizando material viral como paso intermedio.  Este proceso se denomina transducción. En 1956, M. Laurance Morse, Esther Lederberg y Joshua Lederberg también descubrieron la transducción especializada. La investigación en transducción especializada se centró en la infección de E. coli por el fago lambda. La transducción y la transducción especializada explicaron cómo las bacterias de diferentes especies podían desarrollar resistencia al mismo antibiótico muy rápidamente.
Durante su tiempo en el laboratorio de Joshua Lederberg, Esther Lederberg también descubrió el factor de fertilidad F, que posteriormente publicó junto con Joshua Lederberg y Luigi Luca Cavalli-Sforza. En 1956, la Sociedad de Bacteriólogos de Illinois otorgó simultáneamente a Joshua Lederberg y Esther Lederberg la Medalla Pasteur por sus destacadas contribuciones a los campos de la microbiología y la genética.
En 1957, Joshua Lederberg fundó el Departamento de Genética Médica de la Universidad de Wisconsin-Madison. Fue profesor visitante de Bacteriología en la Universidad de California, Berkeley, durante el verano de 1950 y en la Universidad de Melbourne (1957). También en 1957, fue elegido miembro de la Academia Nacional de Ciencias.
Sir Gustav Nossal considera a Lederberg como su mentor, describiéndolo como "extremadamente rápido" y "amante de los debates intensos".
En 1958, Joshua Lederberg recibió el Premio Nobel, premio que ganó gracias a los descubrimientos que hizo junto a su esposa Esther Lederberg. Sin embargo, solamente a él le fue entregado el premio, compartido con George W. Beadle y Edward Lawrie Tatum. Lederberg se trasladó a la Universidad de Stanford, donde fue fundador y director del Departamento de Genética. Colaboró con Frank Macfarlane Burnet en el estudio de los anticuerpos virales.
Con el lanzamiento del Sputnik en 1957, Lederberg se preocupó por el impacto biológico de la exploración espacial. En una carta a las Academias Nacionales de Ciencias, expresó su preocupación por la posibilidad de que microbios extraterrestres pudieran entrar en la Tierra a bordo de naves espaciales, causando enfermedades catastróficas. También argumentó que, por el contrario, la contaminación microbiana de satélites y sondas artificiales podría dificultar la búsqueda de vida extraterrestre. Recomendó la cuarentena para los astronautas y el equipo que regresaban, así como su esterilización antes del lanzamiento. En colaboración con Carl Sagan, su defensa pública de lo que él denominó exobiología contribuyó a ampliar el papel de la biología en la NASA.
Lederberg fue elegido miembro de la Academia Estadounidense de las Artes y las Ciencias en 1959 y de la Sociedad Filosófica Estadounidense en 1960.
En la década de 1960, colaboró con Edward Feigenbaum en el departamento de informática de Stanford para desarrollar DENDRAL.
En 1978, se convirtió en presidente de la Universidad Rockefeller, hasta que renunció en 1990 y se convirtió en profesor emérito de genética molecular e informática en la Universidad Rockefeller, lo que refleja su extensa investigación y publicaciones en estas disciplinas. 
A lo largo de su carrera, Lederberg fue asesor científico del gobierno estadounidense. Desde 1950, formó parte de varios paneles del Comité Asesor Científico Presidencial. En 1979, se convirtió en miembro de la Junta Científica de Defensa de EE. UU. y presidente del Panel Presidencial contra el Cáncer del presidente Jimmy Carter. En 1989, recibió la Medalla Nacional de Ciencias por sus contribuciones al mundo científico. En 1994, dirigió el Grupo de Trabajo del Departamento de Defensa sobre los Efectos de la Guerra del Golfo Pérsico en la Salud, que investigó el Síndrome de la Guerra del Golfo.
Durante una misión de investigación en 1986 sobre la epidemia de ántrax en la Unión Soviética de 1979 que mató a 66 personas en la ciudad de Sverdlovsk, Rusia, ahora llamada Ekaterimburgo,  Lederberg se puso del lado de los soviéticos en que el brote de ántrax se transmitió de animal a humano, afirmando: «Se propagan rumores descabellados en torno a cada epidemia». «Es muy probable que la versión soviética actual sea cierta». Tras la caída de la Unión Soviética y las posteriores investigaciones estadounidenses a principios de la década de 1990, un equipo de científicos confirmó que el brote fue causado por la liberación de un aerosol del patógeno del ántrax desde una instalación militar cercana. La fuga del laboratorio es una de las más letales jamás documentadas.

## Premios y reconocimientos
- Medalla Benjamin Franklin por logros distinguidos en las ciencias de la Sociedad Filosófica Estadounidense, 2002.[23]
- La Medalla Presidencial de la Libertad , 2006.
- En honor a Lederberg, en el año 2012 se bautizó el gran cráter de impacto de 87 km de diámetro en Xanthe Terra , en la superficie de Marte.[24]